# 洪德多夫
洪德多夫是德国巴伐利亚州的一个市镇。总面积22.21平方公里，总人口3280人，其中男性1654人，女性1626人（2011年12月31日），人口密度148人/平方公里。